# Knivsta (stacja kolejowa)
Knivsta (szwedzki: Knivsta station) – stacja kolejowa w Knivsta, w regionie Uppsala, w Szwecji. Obsługiwana jest przez SJ. Do późnej jesieni 2012 kursowały pociągi Upptåget, ale następnie przedłużono linię pociągów Pendeltåg w Sztokholmie.
Linię Norra Stambanan, przebiegającą przez Knivsta zbudowano w 1866, ale dopiero w 1876 zbudowano dworzec. Budynek dworca został zbudowany w popularnym wówczas stylu szwajcarskim. Kilka innych stacji też zbudowano w tym stylu, np. Bodafors, Pori, Lammhult i Tenhult. Budynek przeszedł modernizację po raz pierwszy w 1929 roku. Obecnie jest on w prywatnych rękach.
W sąsiedztwie dworca zbudowana w latach 2013-2014 centrum podróży.

## Linie kolejowe
- Ostkustbanan